# 雷昂 (热尔省)
雷昂（法語：Réans）是法国热尔省的一个市镇，属于孔东区（Condom）卡佐邦县（Cazaubon）。该市镇总面积12.31平方公里，2009年时的人口为251人。

## 人口
雷昂人口变化图示